# Masters d'Irlande de snooker seniors
Les Masters d'Irlande seniors (Seniors Irish Masters en anglais) sont un tournoi de snooker professionnel comptant pour la tournée mondiale seniors.

## Histoire
L'évènement fait son apparition lors de la saison 2017-2018. La première édition est remportée par Steve Davis. Le tenant du titre est Jimmy White. Il a battu l'irlandais Rodney Goggins en finale 4 à 1.

## Palmarès
| Année | Vainqueur   | Finaliste       | Score | Saison    |
| ----- | ----------- | --------------- | ----- | --------- |
| 2018  | Steve Davis | Jonathan Bagley | 4–0   | 2017-2018 |
| 2019  | Jimmy White | Rodney Goggins  | 4–1   | 2018-2019 |